# Poliția de Frontieră (Republica Moldova)
Poliția de Frontieră este organul administraței publice din cadrul Ministerului Afacerilor Interne, care își exercită atribuțiile și implementează politica statului în domeniul managementului integrat al frontierei de stat, al combaterii migrației ilegale și a combaterea criminalității transfrontaliere.
Pentru asigurarea realizării sarcinilor de prevenire și combatere a criminalității transfrontaliere, inclusiv traficul de ființe umane, organizarea migrației ilegale, trecerea ilegală a frontierei de stat, contrabanda (în afara teritoriului punctelor de trecere a frontierei de stat), falsificarea și folosirea frauduloasă a documentelor, Poliția de frontieră, în limitele stabilite de legislație, constată și examinează contravențiile, întreprinde expertiza judiciară a documentelor, efectuează măsuri speciale de investigație.
Poliția de Frontieră își execută atribuțiile prevăzute în limitele zonei de frontieră și ale punctelor de trecere a frontierei de stat.
Principiile de bază ale activității Poliției de Frontieră sunt: legalitatea, imparțialitatea, respectarea drepturilor și libertăților fundamentale ale omului, continuitatea, îmbinarea metodelor publice și secrete, îmbinarea metodelor de conducere unipersonale și colegiale, descentralizarea, cooperarea, transparența, răspunderea personală, profesionalismul.
Ministerul Afacerilor Interne exercită controlul și coordonează activitatea Poliției de Frontieră, elaborează și promovează politica statului în activitatea Poliției de Frontieră, în domeniul combaterii migrației ilegale, exercită alte atribuții prevăzute de legislația în vigoare.
Fondată inițial cu titulatura Trupele de Grăniceri și reorganizată apoi în Serviciul Grăniceri, până la reforma din 2012 structura era o ramură componentă a Forțelor armate ale Republicii Moldova.

## Istorie
Odată ce Republica Moldova a devenit un stat suveran și independent, la 3 septembrie 1991 președintele țării Mircea Snegur a emis Decretul nr. 190 „Cu privire la frontiera de stat a Republicii Moldova”, în care s-a stipulat că sectorul de Vest al frontierei trece sub jurisdicția totală a Republicii Moldova, iar toate edificiile, armamentul, munițiile si alte bunuri ale detașamentului de grăniceri nr.22 „Nijnednestrovschii” au fost anunțate drept proprietate a Republicii Moldova și au trecut sub jurisdicția ei. Conform Hotărârii Guvernului Republicii Moldova, paza frontierei de stat a Republicii Moldova a fost încredințată Ministerului Securității Naționale al Republicii Moldova cu subordonarea întregului efectiv al subunităților Trupelor de Grăniceri ale URSS, dislocate pe teritoriul țării. Acesta a constituit primul pas spre crearea Trupelor de Grăniceri ale Republicii Moldova. Prin ordinul Ministrului Securității Naționale nr. 4 din 11 ianuarie 1992, Comandant al Trupelor de Grăniceri ale Ministerului Securității Naționale este numit colonelul Vasile Calmoi.
La 10 iunie 1992, Președintele Republicii Moldova a emis „Decretul nr. 139 privind măsurile urgente de organizare a pazei frontierei de stat a Republicii Moldova”, în baza căruia au fost aprobate:
- sectorul frontierei de stat cu România cu lungimea de 683,968 km, 413 semne de frontieră de la nr. 923 până la 1335.
- 27 pichete de grăniceri care organizau 4 comenduiri. În conformitate cu Decretul nominalizat la 15 iunie 1992 prin Hotărârea Guvernului s-a declarat crearea Trupelor de Grăniceri ale Republicii Moldova.

Pe 17 mai 1994, Parlamentul Republicii Moldova a adoptat Legea „Cu privire la frontiera de stat a Republicii Moldova”, care a intrat în vigoare la 3 noiembrie 1994.
Prin Decretul Președintelui Republicii Moldova nr. 162 din 27 mai 1995 a fost instituită ziua profesională a Trupelor de Grăniceri ale Republicii Moldova, care se sărbătorește anual la 10 iunie.
Pe 10 iunie 1995, Președintele Republicii Moldova Mircea Snegur a înmânat Drapelul de Luptă al Trupelor de Grăniceri al Republicii Moldova comandantului Trupelor de Grăniceri, generalului de brigadă Vasile Calmoi.
Printr-o lege din 23 decembrie 1999, Trupele de Grăniceri ale Republicii Moldova sunt reorganizate în Departamentul Trupelor de Grăniceri al Republicii Moldova.
Pe 18 ianuarie 2000, Departamentul Trupelor de Grăniceri al Republicii Moldova a fost retras din componența Ministerului Securității Naționale și reorganizat într-o structură independentă.
Pe 6 iunie 2001, șef al Departamentului Trupelor de Grăniceri, comandant al Trupelor de Grăniceri ale Republicii Moldova a fost numit colonelul Igor Colenov.
Prin Hotărârea Guvernului Republicii Moldova din 29 decembrie 2000 “Cu privire la Frontiera de stat a Republicii Moldova", începând cu iulie 2001, grănicerii moldoveni au primit sub pază sectorul moldo-ucrainean al frontierei de stat. Odată cu aceasta a fost reformată și structura organizatorică a departamentului. S-au format 3 detașamente de grăniceri și 9 comenduiri; Detașamentul de grăniceri “Edineț" cu comenduirile de grăniceri “Costești", “Briceni" și “Otaci”; Detașamentul de grăniceri "Ungheni" cu comenduirile “Ungheni", “Leova" și Centrul de instruire; Detașamentul de grăniceri “Cahul' cu comenduirile “Cahul”, “Vulcănești” și „Basarabeasca”; comenduirea independentă “Ștefan-Vodă”.
În luna august 2002 a fost aprobată Hotărârea Guvernului cu privire la aprobarea formei, dimensiunilor și coloritul semnelor de frontieră. În același an, în legătură cu reducerea termenului serviciului militar, a fost mărit de 1,5 ori numărul de recruți pentru încorporarea în Trupele de Grăniceri.
Pe 3 aprilie 2003, Comisia Națională de Heraldică a Republicii Moldova a aprobat emblema și drapelul Trupelor de Grăniceri.
Prin Hotărârea de Guvern nr. 357 din 23 aprilie 2005, Departamentul Trupelor de Grăniceri a fost reorganizat în Serviciul Grăniceri al Republicii Moldova. A fost reorganizată și structura organizatorică; detașamentele de grăniceri au fost reorganizare în Direcții Regionale Supraveghere și Control a frontierei de stat.
Pe 1 decembrie 2005 a fost lansată Misiunea Uniunii Europene de Asistență la Frontieră în Republica Moldova și Ucraina (EUBAM). Acest proiect internațional a fost implementat din inițiativa Președinților Republicii Moldova și Ucrainei. La 13 iulie 2006, în cadrul Serviciului Grăniceri a fost deschis Biroul Teritorial al Misiunii de Asistență la Frontieră în Moldova și Ucraina.
Prin Hotărârea Guvernului Republicii Moldova nr. 23 din 10 ianuarie 2007 este creată instituția de învățământ „Colegiul Național de Grăniceri”.
Pe 13 iulie 2007, Parlamentul Republicii Moldova a adoptat Legea cu privire la Serviciul Grăniceri.
Prin Decretul Președintelui Republicii Moldova nr. 106 - V din 17 decembrie 2009 în funcția Directorul General al Serviciului Grăniceri a fost numit generalul de brigadă Alexei Roibu.
Conform unei dispoziții și al unui plan de acțiuni semnat de Prim-ministrul Moldovei Vlad Filat pe 9 ianuarie 2010, în februarie 2010 a demarat procesul de scoatere a sârmei ghimpate de la frontiera cu România. Până la sfârșitul lunii martie 2010, de către Serviciul Grăniceri, în coloborare, după caz, cu autoritățile administrației publice locale, au fost scoși 360 de kilometri de sârmă ghimpată.
Pe 8 aprilie 2011, Roman Revenco a fost numit în funcția de Director general al Serviciului Grăniceri.
Pe 1 septembrie 2011, la Academia de Poliție „Ștefan cel Mare” a început instruirea primei promoții de studenți la specialitatea „securitatea de frontieră".
Pe 29 octombrie 2011, între Serviciul Grăniceri al Republicii Moldova și Inspectoratul General al Poliției de Frontieră din România a fost semnat „Protocolul privind consolidarea cooperării la nivel central și teritorial”.
Pe parcursul anului 2011 toate punctele de trecere internaționale și interstatale au fost utilate cu echipament biometric în scopul asigurării verificării datelor biometrice din documentele de călătorie. Tot în acel an au fost implementate standardele europene în întreaga gamă de activitate, iar în prima fază au fost instalate și echipate 27 turnuri, pe unele fiind instalate stații de bază pentru comunicațiile TETRA.
În decembrie 2011, Guvernul Filat (2) a aprobat un proiect de lege privind reorganizarea Serviciului Grăniceri.
Pe 1 iulie 2012 a intrat în vigoare „Legea Nr.283 din 28.12.2011 cu privire la Poliția de Frontieră”, conform căreia Serviciul Grăniceri este reorganizat în Poliția de Frontieră și transmis în subordinea Ministerului Afacerilor Interne al Republicii Moldova. Noua instituție a preluat și competențe din domeniul combaterii criminalității transfrontaliere, urmăririi penale, expertiza actelor de călătorie.
Pe 29 august 2012, în funcția de Șef al Departamentului Poliției de Frontieră a fost numit Dorin Purice.

## Atribuții
În domeniul supravegherii și controlului trecerii frontierei de stat, Poliția de Frontieră:
- Asigură neadmiterea schimbării ilegale a frontierei de stat în teren;
- Asigură menținerea regimului frontierei de stat, regimului zonei de frontieră, precum și a regimului și ordinii publice în punctele de trecere a frontierei de stat;
- Efectuează, în colaborare cu alte autorități ale administrației publice, în modul stabilit de legislație, controlul frontierei și autorizează trecerea frontierei de stat a Republicii Moldova de către persoane și mijloace de transport;
- Asigură evidența, inclusiv automatizată, a persoanelor și mijloacelor de transport care au traversat frontiera de stat;
- Nu permite intrarea în și ieșirea din Republica Moldova a persoanelor și a mijloacelor de transport cărora, conform legislației, le este interzisă intrarea în Republica Moldova, care nu întrunesc condițiile de intrare în Republica Moldova sau care temporar sînt limitate în dreptul de a ieși din Republica Moldova;
- Participă, în modul stabilit, la asigurarea ordinii de drept internaționale la frontieră, la încheierea tratatelor în probleme de frontieră, precum și la activitatea reprezentativă de frontieră;
- Participă, în limitele competenței, la implementarea Regulamentului sanitar internațional;
- Eliberează vize, în cazuri de excepție, la punctele de trecere a frontierei de stat în conformitate cu legislația.

În domeniul combaterii migrației ilegale și a criminalității transfrontaliere, Poliția de Frontieră:
a) realizează, în limitele competențelor, acțiuni de prevenire, depistare și contracarare a migrației ilegale și a altor infracțiuni transfrontaliere legate de circulația ilegală a persoanelor și mijloacelor de transport, constată contravențiile legate de șederea ilegală a străinilor și de trecerea ilegală a frontierei de stat de către persoane și mijloace de transport, efectuează măsurile speciale de investigație;

b) aplică măsura de nepermitere a intrării în Republica Moldova a străinului, în conformitate cu legislația;

c) asigură controlul asupra migrației în punctele de trecere a frontierei de stat.
În domeniul promovării politicii privind combaterea migrației ilegale, managementul integrat al frontierei de stat și gestionarea sistemelor informaționale de evidență a datelor, Poliția de Frontieră:

a) participă la elaborarea și implementarea politicilor de reformă;

b) participă la elaborarea proiectelor de  legi și de alte acte normative ce țin de domeniul de activitate, aprobă acte normative departamentale;

c) gestionează și dezvoltă sisteme informaționale integrate, culege, stochează, prelucrează, valorifică și face schimb de informații cu alte autorități în vederea executării atribuțiilor sale;

d) cooperează cu autoritățile administrației publice centrale și locale, cu alte instituții, indiferent de tipul de proprietate și de forma juridică de organizare a lor;

e) acordă, în condițiile legii, asistență și servicii cetățenilor, inclusiv prin eliberarea  informației cu privire la trecerea frontierei de stat de către persoane și mijloace de transport, precum și alte servicii în domeniile stabilite de Guvern;

f) asigură aplicarea prevederilor convențiilor, tratatelor, acordurilor și protocoalelor în domeniul de competență semnate între Republica Moldova și alte state, comunități de state, organizații internaționale sau regionale;

g) asigură cooperarea, în domeniile specifice de activitate, cu organele similare ale statelor vecine, ale altor state sau comunități de state conform acordurilor la care Republica Moldova este parte;

h) coordonează, în comun cu Serviciul Vamal, activitatea autorităților publice în domeniul managementului integrat al frontierei de stat.
În exercitarea atribuțiilor care îi revin, Poliția de Frontieră are următoarele obligații:

a) să nu permită trecerea frontierei de stat prin punctele de trecere persoanelor care nu dețin acte valabile sau care au încălcat legislația ce reglementează intrarea, ieșirea, tranzitul și șederea pe teritoriul Republicii Moldova;

b) să rețină, la solicitarea autorităților competente, persoanele date în căutare în cazul în care acestea se eschivează de la urmărire sau de la pedeapsa penală, precum și să rețină persoane în alte cazuri prevăzute de legislație;

c) să asigure autorizarea trecerii frontierei de stat, inclusiv în mod simplificat, în condițiile și în modul stabilit de tratatele încheiate cu statele vecine și de legislație;

d) să asigure autorizarea trecerii frontierei de stat de către formațiunile de salvare și de restabilire în cazul situațiilor excepționale, generate de accidente de proporții, catastrofe sau calamități naturale, în condițiile prevăzute de tratatele internaționale la care Republica Moldova este parte, precum și de actele normative în vigoare;

e) să însoțească mijloacele de transport și să plaseze în acestea patrule pentru excluderea posibilității de îmbarcare/debarcare a persoanelor înainte sau după efectuarea controlului;

f) să oprească, să controleze și să rețină mijloacele de transport pentru a împiedica încălcarea regimului frontierei de stat, regimului zonei de frontieră sau a regimului în punctele de trecere a frontierei de stat în zona de competență.
Pentru asigurarea realizării sarcinilor de prevenire și combatere a criminalității transfrontaliere, inclusiv traficul de ființe umane, organizarea migrației ilegale, trecerea ilegală a frontierei de stat, contrabanda (în afara teritoriului punctelor de trecere a frontierei de stat), falsificarea și folosirea frauduloasă a documentelor, Poliția de Frontieră, în limitele stabilite de legislație, constată și examinează contravențiile, întreprinde expertiza judiciară a documentelor, efectuează măsuri speciale de investigație.
Poliția de Frontieră își execută atribuțiile prevăzute în limitele zonei de frontieră și ale punctelor de trecere a frontierei de stat.

## Grade speciale
Polițiștii de frontieră se încadrează în două categorii de grade speciale, definite în raport cu nivelul studiilor necesare, după cum urmează:
a) corpul de subofițeri – pentru persoanele care au cel puțin studii liceale sau studii medii de cultură generală;
b) corpul de ofițeri – pentru persoanele cu studii superioare.
În Poliția de Frontieră se stabilesc următoarele grade speciale:
a) pentru corpul de subofițeri:
- agent;
- agent superior;
- agent principal;
- agent sef-adjunct;
- agent sef;
- agent sef principal;

b) pentru corpul de ofițeri:
- inspector;
- inspector superior;
- inspector principal;
- comisar;
- comisar superior;
- comisar principal;
- comisar șef
- chestor
- chestor principal
- chestor șef

La data intrării în vigoare Legii Nr. 283 din 28.12.2011 cu privire la Poliția de Frontieră, gradele militare ale colaboratorilor Serviciului Grăniceri se echivalau cu gradele speciale ale polițiștilor de frontieră conform următoarei formule de echivalare:
| Gradul militar     | Gradul special al polițistului de frontieră |
| general de brigadă | general-maior                               |
| colonel            | colonel                                     |
| locotenent-colonel | locotenent-colonel                          |
| maior              | maior                                       |
| căpitan            | căpitan                                     |
| locotenent-major   | locotenent-major                            |
| locotenent         | locotenent                                  |
| plutonier-adjutant | plutonier-adjutant                          |
| plutonier-major    | plutonier-major                             |
| plutonier          | plutonier                                   |
| sergent-major      | sergent-major                               |
| sergent            | sergent                                     |
| sergent-inferior   | sergent-inferior                            |

## Simbolica

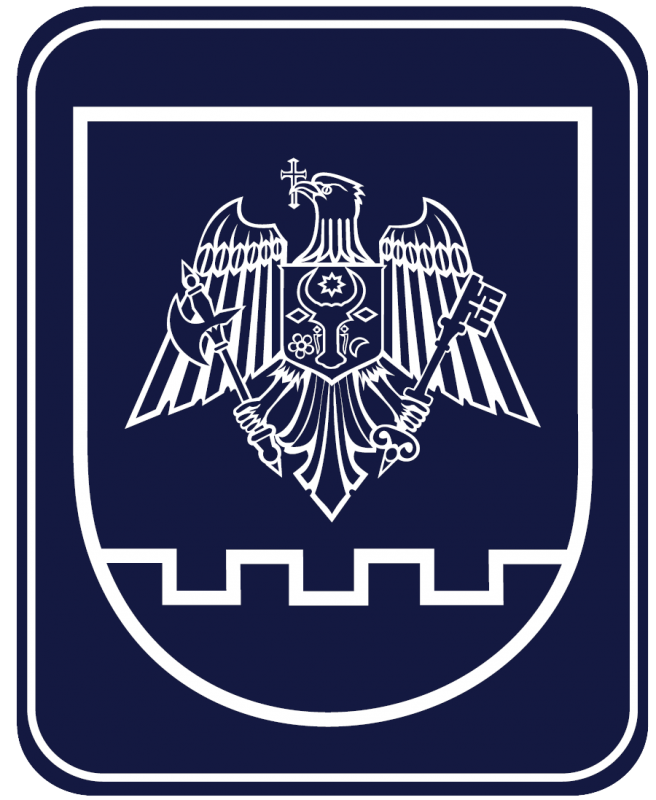
Stema Poliției de Frontieră

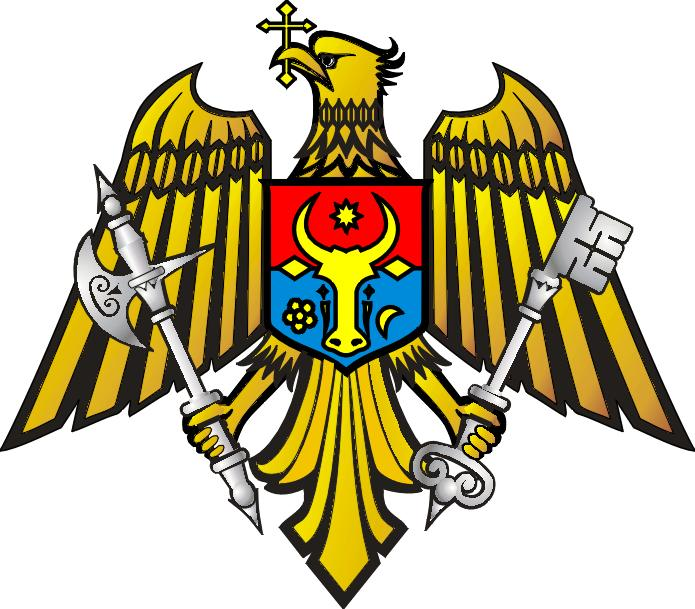
Mobila de bază a stemei

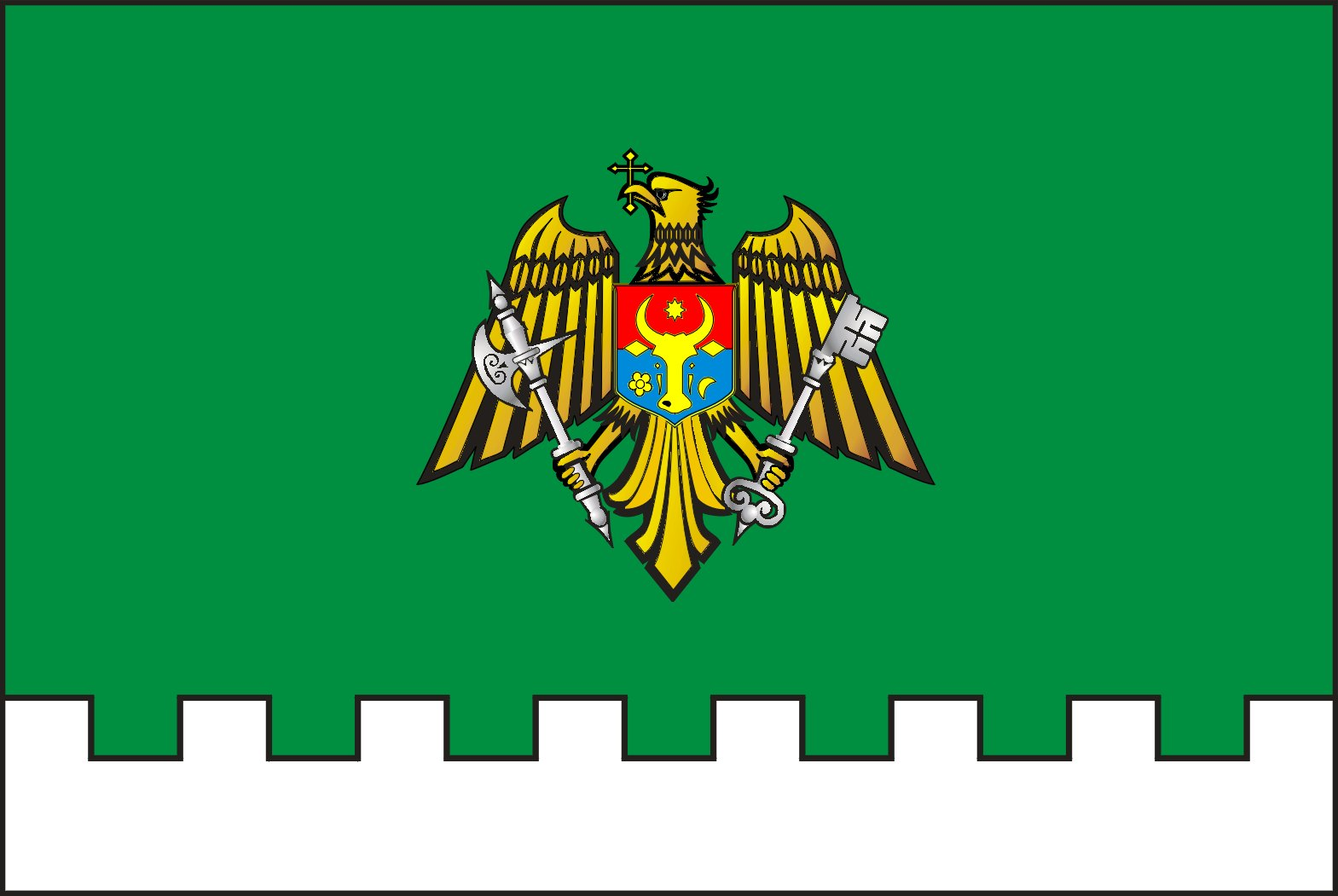
Drapelul Poliției de Frontieră

Limita de frontieră Moldova

Culoarea albastru închis a scutului stemei și culoarea verde a pânzei drapelului sunt culorile Poliției de Frontieră a MAI. În heraldica și vexilologie verdele este și culoarea destinului, speranței, naturii, prospețimii, vânătorii, tinereții.
Brâul crenelat de argint simbolizează frontiera de stat a Republicii Moldova și face aluzie la cetățile de hotar ale Moldovei medievale.
Mobila de bază a stemei este acvila circulară. Acvila a fost una dintre principalele embleme adoptate de către strămoșii romani pentru a fi purtată pe stindardele din capul legiunilor. Smalțul ei de aur, același ca și în antichitate, apropie și mai mult tradiția antică de zilele noastre. Acvila poartă în cioc o cruce pentru că reprezintă acvila românească, care tocmai prin acest element legat de spiritualitatea poporului nostru s-a individualizat pe parcursul secolelor de acvilele altor popoare ce au moștenit această emblemă militară și statală romană.
Acvila poartă în gheara dreaptă o secure de argint. Securea, o veche armă de luptă, care în heraldică avea rostul de a amenința dușmanul, aici arată faptul că polițiștii de frontieră veghează asupra legalității și constituie un avertisment pentru cei ce vor încerca să traverseze frontiera ilegal.
În gheara stângă acvila poartă o cheie de argint. Cheia este un simbol cu rol dublu, de a deschide și de a închide. Aici arată faptul că frontieră Republicii Moldova, prin voința polițiștilor de frontieră și conform legii, poate fi închisă sau deschisă, în dependență de intențiile celor ce doresc să o străbată.
Scutul de pe pieptul acvilei repetă prin compoziția și smalțurile sale, scutul principal din stema de stat a Republicii Moldova, având aceeași semnificație și constituie un fir de legătură dintre stat și unul dintre instrumentele sale, iminente în condițiile zilei de astăzi.
Inspirată din stema țării și din specificul activității instituției de frontieră, stema se constituie într-un însemn heraldic unic și elocvent, reușind să identifice suficient pe purtător.
Drapelul Poliției de Frontieră a fost elaborat în baza stemei, prin metoda extinderii câmpului heraldic în câmp vehilar. Drapelul reprezintă o pânză dreptunghiulară (2x3), verde, care este culoarea tradițională a grănicerilor, având la marginea inferioară un brâu crenelat alb (cu lățimea de 1/5 din lățimea pânzei drapelului), ce simbolizează frontiera de stat a Republicii Moldova și face aluzie la cetățile de hotar ale Moldovei medievale și purtând în mijloc emblema trupelor de grăniceri.
Semnul de frontieră reprezintă semnul care marchează linia frontierei de stat în teren și se instalează, de regulă, în limitele vizibilității directe.
Dimensiunile semnului de frontieră se măsoară în centimetri, iar coloritul se efectuează conform deciziei fiecărei părți.
Semnului de frontieră i se atribuie număr de ordine (de la nord la sud).
Coordonatele semnului de frontieră se determină în sistemul global WGS-84 cu precizie 15 cm relativ la punctele rețelei geodezice de stat (naționale).
Pentru fiecare semn de frontieră se întocmește Protocolul semnului de frontieră.

## Organizare
Structura Poliției de Frontieră:

### Structura organizatorică aInspectoratului Generalal Poliției de Frontieră
- Conducerea
- Direcția generală control al frontierei
- Direcția generală management operațional
- Direcția generală resurse umane
- Direcția urmărire penală
- Direcția investigații speciale
- Direcția juridică și practică contravențională
- Direcția analiza riscurilor
- Direcția expertiză a documentelor
- Direcția inspecție efectiv
- Direcția politici și proiecte de asistență
- Direcția cooperare internațională
- Direcția management logistic și achiziții
- Direcția economie și finanțe
- Secretariat (cu statut de direcție)
- Secția audit intern
- Secția relații publice

### Subdiviziunile din subordineaDepartamentuluiInspectoratului GeneralPoliției de Frontieră
- Direcția regională Nord
- Direcția regională Vest
- Direcția regională Sud
- Direcția regională Est
- Sectorul Poliției de Frontieră Aeroportul Internațional Chișinău
- Centrul de aprovizionare tehnico-materială și întreținere a imobilelor
- Colegiul Național al Poliției de Frontieră
- Centrul de Excelență în Securiattea Frontierei

## Conducători
- 11 ianuarie 1992 – 6 iunie 2001: colonel Vasile Calmoi
- 6 iunie 2001 – 17 decembrie 2009: general de brigadă Igor Colenov
- 17 decembrie 2009 – 8 aprilie 2011: general de brigadă Alexei Roibu
- 8 aprilie 2011 – 29 august 2012: Roman Revenco
- 29 august 2012 –  martie 2016 Dorin Purice
- 2016-2019 Fredolin Lecari
- 2019 Rosian Vasiloi
- 2019 Corneliu Groza